# Adams/Wabash (Metro de Chicago)
Adams/Wabash es una estación en las líneas Rosa, Verde, Marrón, Naranja y Púrpura del Metro de Chicago. La estación se encuentra localizada en 201–23 South Wabash Avenue en Chicago, Illinois. La estación Adams/Wabash fue inaugurada el 8 de noviembre de 1896.  La Autoridad de Tránsito de Chicago es la encargada por el mantenimiento y administración de la estación.

## Descripción
La estación Adams/Wabash cuenta con 2 plataformas laterales y 2 vías. 

## Conexiones
La estación es abastecida por las siguientes conexiones de autobuses: 
- Rutas del CTA Buses: #1 Indiana/Hyde Park #7 Harrison #X28 Stony Island Express #126 Jackson #151 Sheridan